# کوتون دو تولیر
کوتون دو تولیر
سگی کوچک با رنگ معمولاً سفید که بسیار شبیه مالتیزها می باشد. بسیار مهربان، احساساتی و علاقه‌مند به صاحب (یا صاحبان) و منزل بوده و با کودکان بسیار با احتیاط رفتار میکند. وزن آن معمولاً در حدود 4 الی 6 کیلوگرم و قد آن در حدود 30 سانتی متر می باشد. جنس موها بسیار لطیف مشابه پنبه میباشد.
منبع:
http://en.wikipedia.org/wiki/Coton_de_tulear